# کیم یون-کیونگ
کیم یون-کیونگ (انگلیسی: Kim Yoon-kyung؛ متولد ۱۳ ژانویه ۱۹۷۷) یک تکواندوکار اهل کره جنوبی است.
وی در مسابقات قهرمانی تکواندو جهان در سال ۱۹۹۹ درادمونتون، کانادا، مدال طلا را در میان‌وزن بدست آورد. در مسابقات تکواندو قهرمانی آسیا ۲۰۰۰ در هنگ‌کنگ نیز برنده مدال طلا شد.